# Color Change!
『Color Change!』（カラー・チェンジ）は、Crystal Kayの8枚目のアルバム。前作のアルバムからは約1年2ヶ月ぶりとなる。

## 概要
- 初回生産限定盤と通常盤の2形態でのリリース、初回生産限定盤のみDVD付属の2枚組み+三方背BOX仕様。
- デビュー時から学生と歌手を9年間両立してきた彼女の、学生生活最後を飾るアルバム。
- 6月に「涙のさきに」、7月に「ONE」を、8月に本アルバムを、3ヶ月連続という短いインターバルでたて続けにリリースしている。
- 前作『ALL YOURS』は全体が「LOVE」というコンセプトでまとまっていたが、本作は一曲一曲に個性の強い作品をバランスよく構成して完成した作品で、J-POP、R&B、バラード、エレクトロサウンドなど様々なジャンルの曲に挑戦している。
- 世界的ヒットメーカー「Jam & Lewis」「Bloodshy&Avant」の豪華プロデュース曲が3曲、EXILEや倖田來未などに楽曲提供をしている「STY」プロデュース曲が2曲収録されている。
- 本作で『Crystal Style』から4作連続オリジナルアルバムTOP10入りを果たした。

## 収録曲

### CD
1. 涙のさきに
  - アルバム先行シングル第1弾（21stシングル）。本人曰く、1曲目は「この曲以外ありえない」ということで、すぐ決まった。
  - 「ITOEN TULLY'S BARISTA'S SPECIAL」CMソング。
2. ONE
  - アルバム先行シングル第2弾（22ndシングル）。真夏の卒業ソング。
  - 東宝配給アニメ映画『劇場版ポケットモンスター ダイヤモンド&パール ギラティナと氷空の花束 シェイミ』主題歌。
3. Good Time
  - 「STY」プロデュース曲。
4. Help Me Out
5. ITOSHIIHITO
  - 約2年振りの共演となった「Jam & Lewis」プロデュース曲。前作「Kirakuni」とは違い、日本語が多用された歌詞になっている。
6. 帰り道
  - 2年前からストックしていた曲で「ALL YOURS」未収録となっていた曲の初音源化。
7. トキノカケラ
8. TIME GOES BY
  - 「STY」プロデュース曲。
9. I Can't Wait
  - 「Jam & Lewis」プロデュース曲。
10. Shining
  - 初のミニアルバム『Shining』表題曲。
  - パルコ「地球がいちばん輝く日。PARCO X'MAS」CMソング
11. It's a crime
  - ブリトニー・スピアーズのメガヒット曲「Toxic」でも知られる「Bloodshy & Avant」プロデュース曲。初共演となる。
  - 全英詞で本人曰く「アルバムの中で一番冒険した曲」。
12. History

### DVD
（初回生産限定盤のみ）
1. Dream World
2. Shining
3. 涙のさきに